# سیارک ۱۲۱۱۳
سیارک ۱۲۱۱۳ (به انگلیسی: 12113 Hollows، نامگذاری:1998OH12) دوازده هزار و صد و سیزدهمین سیارک کشف شده‌است که در ۲۹ ژوئیه ۱۹۹۸ کشف شد.
قدر مطلق سیارک برابر ۱۳٫۷۰ است.